# دان كوين
دان كوين (بالإنجليزية: Dan Quinn)‏ (23 يونيو 1967 بسان دييغو في الولايات المتحدة - ) هو ملاكم أمريكي.

## روابط خارجية
- دان كوين على موقع بوكس ريك (الإنجليزية) (registration required)
- دان كوين على موقع شيردوغ (الإنجليزية)